# Křída (Stádlec)
Křída (německy Kreiden) je vesnice, část obce Stádlec v okrese Tábor v Jihočeském kraji. Nachází se asi dva kilometry jižně od Stádlce. Křída leží v katastrálním území Křída u Stádlce o rozloze 4,74 km², v jehož části je přírodní park Kukle.

## Historie
První písemná zmínka o vesnici pochází z roku 1287.

## Obyvatelstvo
| Rok            | 1869 | 1880 | 1890 | 1900 | 1910 | 1921 | 1930 | 1950 | 1961 | 1970 | 1980 | 1991 | 2001 | 2011 | 2021 |
| -------------- | ---- | ---- | ---- | ---- | ---- | ---- | ---- | ---- | ---- | ---- | ---- | ---- | ---- | ---- | ---- |
| Počet obyvatel | 202  | 241  | 196  | 189  | 203  | 217  | 167  | 135  | 125  | 108  | 97   | 83   | 72   | 76   | 73   |
| Počet domů     | 31   | 34   | 36   | 35   | 33   | 32   | 31   | 32   | 32   | 30   | 28   | 28   | 29   | 31   | 30   |

## Obecní správa
Při sčítání lidu v letech 1850–1879 Křída byla osadou obce Stádlec v okrese Tábor. V letech 1880–1959 byla samostatnou obcí v okrese Tábor. Od roku 1960 je opět částí obce Stádlec v okrese Tábor.

## Galerie

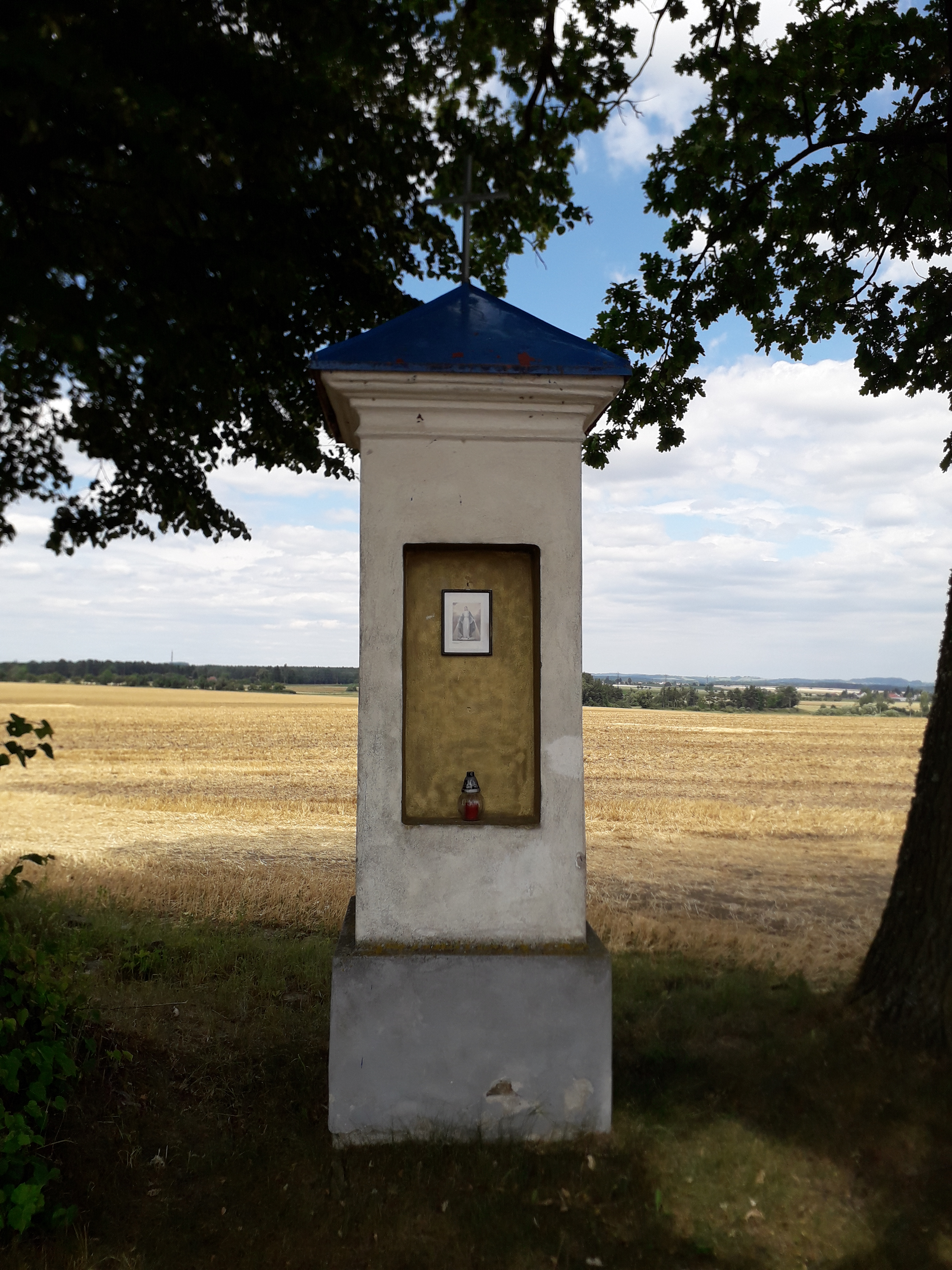
Boží muka poblíž vsi
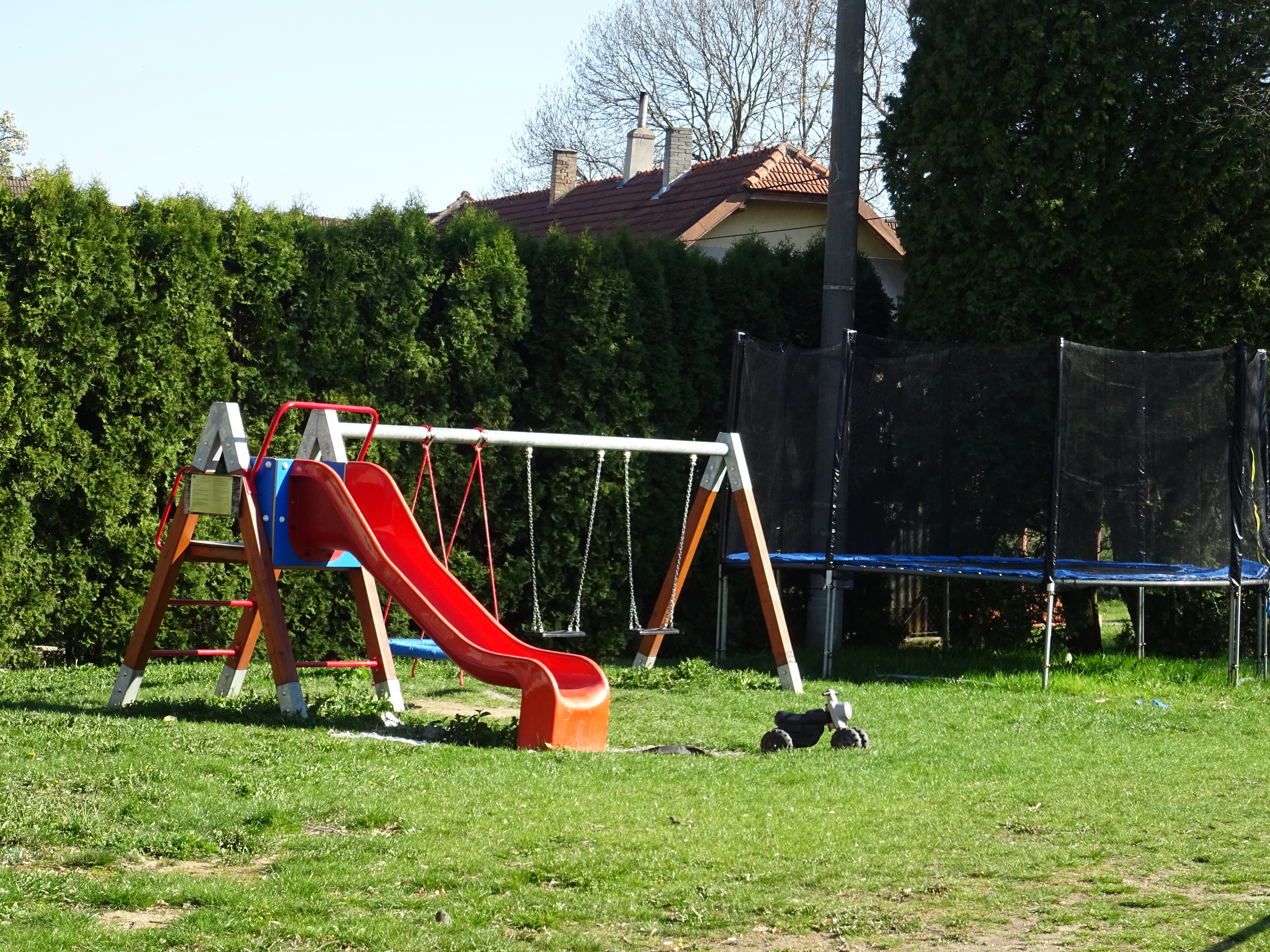
Dětské hřiště
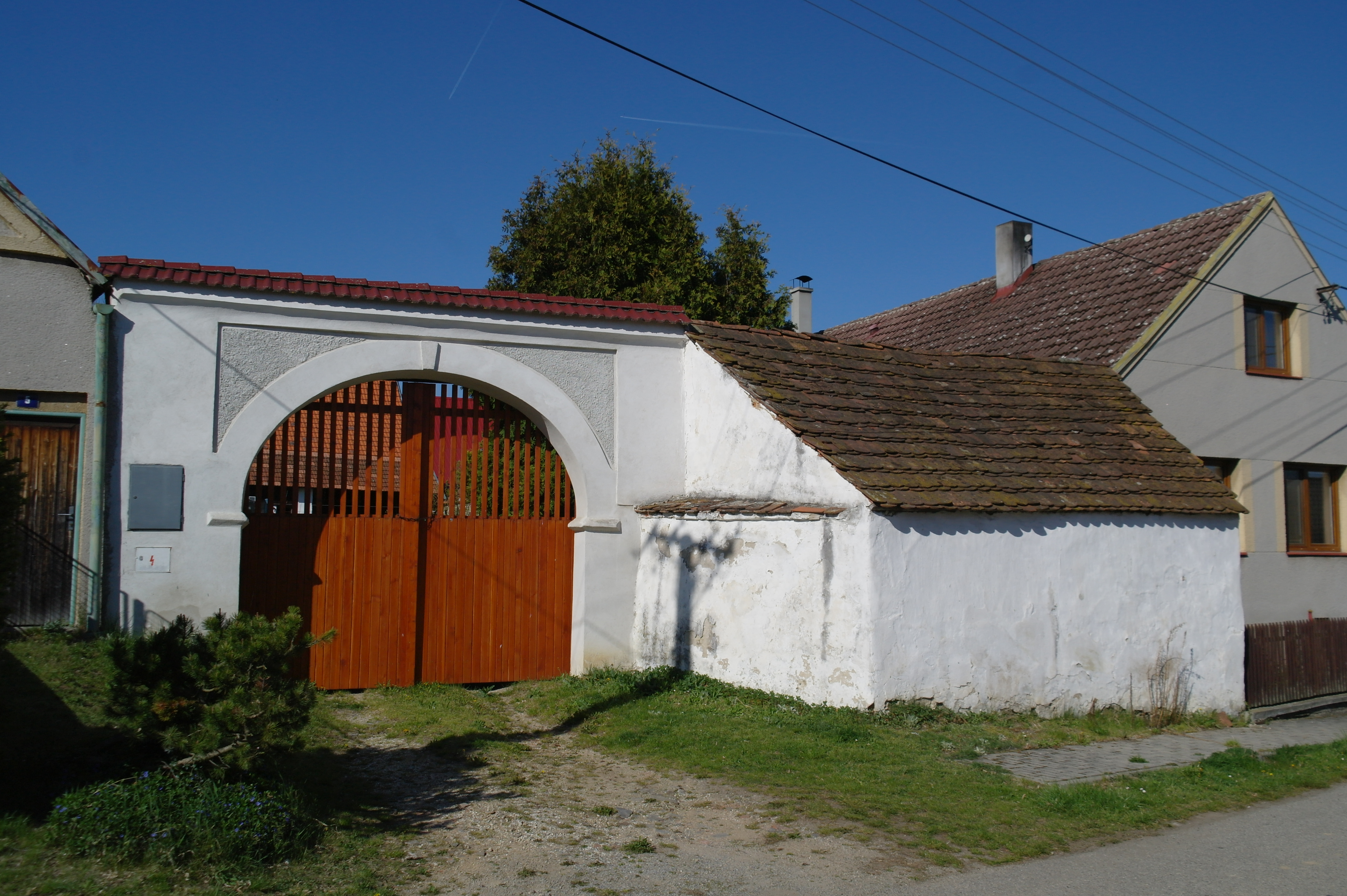
Brána domu čp. 5
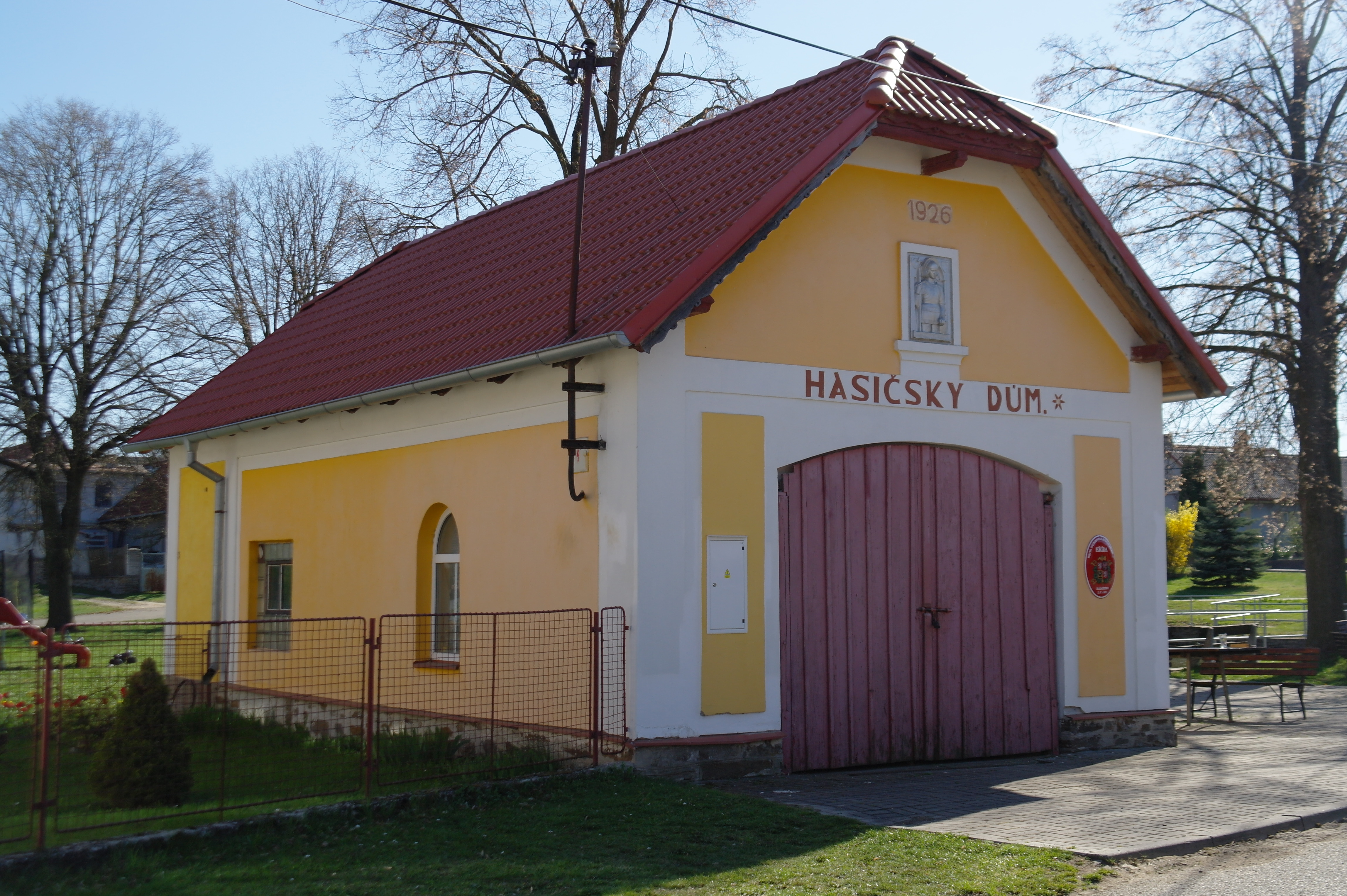
Hasičský dům